# Henri Davillier
Pour les autres membres de la famille, voir Famille Davillier.
Joseph-Henri Davillier (21 février 1813 à Paris - 15 avril 1882 à Paris) est un financier français. 

## Biographie
Fils du baron Jean Charles Joachim Davillier, gouverneur de la Banque de France, de d'Aimée Françoise de Bréganty (1771-1821), et proche des Rothschild, Henry devint vice-président et membre du comité de direction de la Compagnie du Nord.
Censeur de la Caisse d'épargne de Paris en 1855, il est président du Conseil des directeurs de la Caisse d'Épargne de 1878 à 1882. Il devient président de la Compagnie des chemins de fer de l'Est et de Nationale-Vie et Incendie en 1875, ainsi que du Canal de jonction de la Sambre à l'Oise. 
Henry est président de la Chambre de commerce de Paris d'avril 1859 à juillet 1867 et régent de la Banque de France de 1864 à 1882. Il fut l'un des cinq régents qui ne quittèrent pas Paris sous la Commune.
Cofondateur de la Société générale, dont il fut administrateur de 1864 à 1873, il est administrateur du Sous-comptoir des chemins de fer, des Magasins généraux du Havre et de la General Credit à Londres.
Il assure la vice-président du Conseil de surveillance de l'Assistance publique et est membre de la Commission impériale de l'Exposition universelle de 1867.
Gendre de Charles-Édouard de Montozon, il est le père de Maurice Davillier, qui prend le siège n° 13 de régent de la Banque de France, après le décès de son père.

## Généalogie
Il épouse en 1843 Marie Adèle de Montozon (1822 - 1904), dont trois enfants :
- Albert (1846) ;
- Maurice, baron (1851-1929),  marié en 1872 avec Jeanne Burton (1854-1881) ;
- Marguerite (1854-1924), mariée en 1874 avec Georges Masson-Bachasson de Montalivet (1851-1929).

## Sources
- Nicolas Stoskopf, Les patrons du Second Empire. Banquiers et financiers parisiens, 2002
- Alain Plessis, Régents et gouverneurs de la Banque de France sous le Second Empire, 1985
- Christophe Bouneau, Histoire de la Société générale: Tome 1, 1864-1890 La naissance d'une banque moderne, 2006
- Christophe Bouneau, La chambre de commerce et d'industrie de Paris (1803-2003): Tome 1, Histoire d'une institution, 2003